# George de Lacy Evans

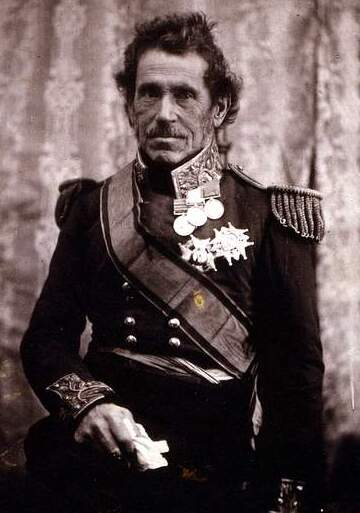
Sir George Lacy Evans

Sir George de Lacy Evans (Moig, Irlanda, 1787 — Londres, 9 de janeiro de 1870) foi um militar britânico.
Depois de estar destinado na Índia, foi quem dirigiu as unidades britânicas, denominada Legião Auxiliar Britânica, enviadas em apoio do reinado de Isabel II durante a Primeira Guerra Carlista na Espanha, chegando a ser general. De suas ações na Espanha destaca-se seu papel na Batalha de Vitória, a batalha de Arlabán, a defesa de San Sebastian e a batalha de Oriamendi.
Depois esteve com as forças britânicas nos Estados Unidos da América. Em seu regresso, lutou na batalha de Waterloo e participou da guerra da Crimeia em 1854.
Foi membro do parlamento britânico de 1830 a 1865.